# ريان راسيل
ريان راسيل هو لاعب هوكي الجليد كندي، ولد في 2 مايو 1987 في كارولينا في كندا.

## وصلات خارجية
- ريان راسيل على موقع دوري الهوكي الوطني (الإنجليزية)
- ريان راسيل على موقع قاعة مشاهير الهوكي (لاعب أن.إتش.أل) (الإنجليزية)
- ريان راسيل على موقع EliteProspects.com (الإنجليزية)
- ريان راسيل على موقع HockeyDB.com (الإنجليزية)
- ريان راسيل على موقع Hockey-Reference.com (الإنجليزية)